# Височне
Висо́чне — село в Україні, у Ратнівській селищній громаді Ковельського району Волинської області. Населення становить 421 осіб.

## Історія
У 1906 році хутір Леликівської волості Ковельського повіту Волинської губернії. Відстань від повітового міста 68 верст, від волості 12. Дворів 11, мешканців 57.
12 червня 2020 року, відповідно до розпорядження Кабінету Міністрів України № 708-р «Про визначення адміністративних центрів та затвердження територій територіальних громад Волинської області», увійшло до складу Ратнівської селищної територіальної громади.
19 липня 2020 року, в результаті адміністративно-територіальної реформи та ліквідації Ратнівського району, село увійшло до новоутвореного Ковельського району.

## Населення
Згідно з переписом УРСР 1989 року чисельність наявного населення села становила 511 осіб, з яких 251 чоловік та 260 жінок.
За переписом населення України 2001 року в селі мешкало 420 осіб.

### Мова
Розподіл населення за рідною мовою за даними перепису 2001 року:
| Мова       | Відсоток |
| ---------- | -------- |
| українська | 98,57 %  |
| російська  | 1,43 %   |